# 三輪真雪
三輪 真雪（みわ まゆき）は、日本の漫画家。福島県出身、千葉県在住。O型。趣味は読書、音楽鑑賞、お菓子作り。
2002年、マッグガーデン主催の「第2回月例コミックブレイドマンガ大賞」（2002年5月期）に投稿した『風紋』が佳作を受賞し、『月刊コミックブレイド』（マッグガーデン）同年10月号に掲載。当時23歳。
『月刊コミックブレイド』2003年7月号掲載の『ケルブの翼』にて、「第1回ブレイドルーキー読み斬りフェスタ」にエントリー。同作品が初代「読み斬りキング」に選出され、2004年3月号より『水辺物語』の連載が開始された。
デビュー以前は会社員をしていた。

## 作品リスト

### ブレイドコミックス
- 水辺物語（全5巻）

### 読み切り
- 風紋（和風ファンタジー）
- ケルブの翼（SFファンタジー）